# 線性多步法
線性多步法是一種初值問題的常微分方程数值方法。在概念上，初值問題的數位方法是由初值開始，在時間上前進一小段，求解下一個點的數值。重覆此步驟，直到要求解的區間都完成為止。
單步法（像欧拉方法）只用前一個點以及其微分來計算目前的值，單步法的龙格-库塔法會用前一個點以及和中間點中間的值來計算目前的值，不過在計算下一個值時，就不考慮之前的資訊。
多步法和單步法的差異是，多步法會考慮以前的資料，以提昇效率。因此。多步法會參考之前的數個點以及數點微分值。線性多步法會使用之前的點和微分值的线性组合。

## 定義
常微分方程的數值方法設法找到以下初值問題的近似解
{\displaystyle y'=f(t,y),\quad y(t_{0})=y_{0}.}
結果是在各離散時間{\displaystyle t_{i}}下，{\displaystyle y(t)}的近似值：
{\displaystyle y_{i}\approx y(t_{i})\quad {\text{where}}\quad t_{i}=t_{0}+ih,}
其中{\displaystyle h}是時間步長（有時會表示為{\displaystyle \Delta t}），而{\displaystyle i}是整數。
多步法會用以前{\displaystyle s}步以內的資訊來計算下一個值。而線性多步法會用{\displaystyle y_{i}}和{\displaystyle f(t_{i},y_{i})}的線性組合，來計算{\displaystyle y}。因此，線性多步法可以表示如下
{\displaystyle {\begin{aligned}&y_{n+s}+a_{s-1}\cdot y_{n+s-1}+a_{s-2}\cdot y_{n+s-2}+\cdots +a_{0}\cdot y_{n}\\&\qquad {}=h\cdot \left(b_{s}\cdot f(t_{n+s},y_{n+s})+b_{s-1}\cdot f(t_{n+s-1},y_{n+s-1})+\cdots +b_{0}\cdot f(t_{n},y_{n})\right)\\&\Leftrightarrow \sum _{j=0}^{s}a_{j}y_{n+j}=h\sum _{j=0}^{s}b_{j}f(t_{n+j},y_{n+j}),\end{aligned}}}
而{\displaystyle a_{s}=1}。係數{\displaystyle a_{0},\dotsc ,a_{s-1}}和{\displaystyle b_{0},\dotsc ,b_{s}}決定所使用的方法。設計者一方面要找到真實解的理想近似解，另一方面也要設計方便計算的方法。為了簡化計算，中許多係數會是0。
可以用係數來區分顯式和隱式方法。若{\displaystyle b_{s}=0}，此方法則為顯式法，因為可以直接計算{\displaystyle y_{n+s}}。若{\displaystyle b_{s}\neq 0}，則{\displaystyle y_{n+s}}的值和{\displaystyle f(t_{n+s},y_{n+s})}有關，需設法求解方程才能得到{\displaystyle y_{n+s}}, 此方法為隱式法。求解方程時，常會使用迭代法（例如牛顿法）求解。
有時，顯式的多步法會用來「預估」{\displaystyle y_{n+s}}的值，之後再用隱式公式中來得到「校正」後的值，這稱為预估-校正方法。

## 例子
考慮以下問題
{\displaystyle y'=f(t,y)=y,\quad y(0)=1.}
其解是{\displaystyle y(t)=e^{t}}。

### 單步歐拉法
歐拉法是一種簡易的單步法：
{\displaystyle y_{n+1}=y_{n}+hf(t_{n},y_{n}).}
可以將歐拉法視為是退化的顯式多步法，其步數只有一步。
用此方法，配合步長{\displaystyle h={\tfrac {1}{2}}}求解問題{\displaystyle y'=y}，得到以下的解：
{\displaystyle {\begin{aligned}y_{1}&=y_{0}+hf(t_{0},y_{0})=1+{\tfrac {1}{2}}\cdot 1=1.5,\\y_{2}&=y_{1}+hf(t_{1},y_{1})=1.5+{\tfrac {1}{2}}\cdot 1.5=2.25,\\y_{3}&=y_{2}+hf(t_{2},y_{2})=2.25+{\tfrac {1}{2}}\cdot 2.25=3.375,\\y_{4}&=y_{3}+hf(t_{3},y_{3})=3.375+{\tfrac {1}{2}}\cdot 3.375=5.0625.\end{aligned}}}

### 二步Adams–Bashforth法
二步的Adams–Bashforth法是簡單的多步法
{\displaystyle y_{n+2}=y_{n+1}+{\tfrac {3}{2}}hf(t_{n+1},y_{n+1})-{\tfrac {1}{2}}hf(t_{n},y_{n}).}
此方法會用到二個值，{\displaystyle y_{n+1}}和{\displaystyle y_{n}}來計算下一個值{\displaystyle y_{n+2}}。不過，初始問題只會有一個值{\displaystyle y_{0}=1}。一種可能作法是用歐拉法計算{\displaystyle y_{1}}，當作第二個值。在此選擇下，Adams–Bashforth法得到結果如下（四捨五入到小數第四位）：
{\displaystyle {\begin{aligned}y_{2}&=y_{1}+{\tfrac {3}{2}}hf(t_{1},y_{1})-{\tfrac {1}{2}}hf(t_{0},y_{0})=1.5+{\tfrac {3}{2}}\cdot {\tfrac {1}{2}}\cdot 1.5-{\tfrac {1}{2}}\cdot {\tfrac {1}{2}}\cdot 1=2.375,\\y_{3}&=y_{2}+{\tfrac {3}{2}}hf(t_{2},y_{2})-{\tfrac {1}{2}}hf(t_{1},y_{1})=2.375+{\tfrac {3}{2}}\cdot {\tfrac {1}{2}}\cdot 2.375-{\tfrac {1}{2}}\cdot {\tfrac {1}{2}}\cdot 1.5=3.7812,\\y_{4}&=y_{3}+{\tfrac {3}{2}}hf(t_{3},y_{3})-{\tfrac {1}{2}}hf(t_{2},y_{2})=3.7812+{\tfrac {3}{2}}\cdot {\tfrac {1}{2}}\cdot 3.7812-{\tfrac {1}{2}}\cdot {\tfrac {1}{2}}\cdot 2.375=6.0234.\end{aligned}}}
在{\displaystyle t=t_{4}=2}的解是{\displaystyle e^{2}=7.3891\ldots }，二步的Adams–Bashforth法比歐拉法準確。一般而言，只要步長夠小，二步的Adams–Bashforth法都會比歐拉法準確。

## 外部連結
- 埃里克·韦斯坦因. . MathWorld.